# USS Paul Jones (DD-230)
USS Paul Jones (DD-230/AG–120) là một tàu khu trục lớp Clemson được Hải quân Hoa Kỳ chế tạo vào cuối Chiến tranh Thế giới thứ nhất, và đã tiếp tục phục vụ trong Chiến tranh Thế giới thứ Hai cho đến khi xung đột kết thúc. Nó là chiếc tàu chiến thứ ba của Hải quân Hoa Kỳ được đặt tên theo Thuyền trưởng John Paul Jones (1747-1792).

## Thiết kế và chế tạo
Paul Jones được đặt lườn vào ngày 23 tháng 12 năm 1919 tại xưởng tàu của hãng William Cramp & Sons ở Philadelphia. Nó được hạ thủy vào ngày 30 tháng 9 năm 1920, được đỡ đầu bởi cô Ethel Bagley; và được đưa ra hoạt động vào ngày 19 tháng 4 năm 1921.

## Lịch sử hoạt động
Sau khi hoàn tất việc chạy thử máy, Paul Jones gia nhập Hạm đội Đại Tây Dương để cơ động, huấn luyện và tuần tra dọc bờ biển cho đến khi được điều sang khu vực Thái Bình Dương vào năm 1923. Nó băng qua Thái Bình Dương để gia nhập Hạm đội Á Châu nhằm bảo vệ quyền lợi của Hoa Kỳ tại vùng Viễn Đông đầy biến động. Nó tham gia Tuần tra sông Dương Tử cùng các hoạt động tuần tra khác dọc bờ biển Trung Quốc, xen kẻ với những chuyến đi đến Manila, Philippines. Đang trong vai trò soái hạm của Hải đội Khu trục 29 trực thuộc Hạm đội Á Châu, nó nhận được tin tức về vụ tấn công Trân Châu Cảng vào ngày 7 tháng 12 năm 1941 (8 tháng 12 theo giờ địa phương) khi đang neo đậu tại Tarakan, Borneo, và lập tức chuẩn bị để hành động. Nó lên đường hướng đến eo biển Makassar cùng với tàu tuần dương Marblehead và các tàu khu trục Stewart, Barker và Parrott, và trong thời gian còn lại của tháng 12, đã hoạt động như tàu canh phòng tại khu vực phụ cận eo biển Lombok và Surabaya, Java.
Hoạt động tác chiến đầu tiên của nó là tiếp xúc với các đơn vị Hải quân Hoàng gia Hà Lan để truy tìm một tàu ngầm đối phương trong biển Java, được báo cáo là đã đánh chìm chiếc tàu buôn Hà Lan Langkoems, gặp gỡ những người sống sót tại vùng đảo Bawean và tìm kiếm những ngời sống sót khác tại vùng biển lân cận. Paul Jones không thể tiếp xúc với tàu ngầm đối phương, nhưng đã cứu vớt các thủy thủ Hà Lan. Vào ngày 9 tháng 1 năm 1942, sau khi một tàu ngầm Nhật Bản đánh chìm một tàu buôn Hà Lan thứ hai, Paul Jones đã cứu vớt 101 người sống sót trên các bè cứu sinh trôi nổi. Cùng với chiếc Van Ghent, nó đã cứu hộ chiếc tàu chở hàng USAT Liberty của Lục quân Hoa Kỳ bị bỏ lại vào ngày 12 tháng 1, và kéo nó về đến Bali an toàn. Sau đó nó gia nhập một lực lượng bao gồm các tàu tuần dương Marblehead và Boise cùng ba tàu khu trục khác: John D. Ford, Pope và Parrott, với hy vọng ngăn chặn một đoàn tàu vận tải lớn của Nhật đang hướng về phía Nam đến Balikpapan. Boise phải rút lui sớm khỏi lực lượng do một tai nạn mắc cạn, và Marblehead lại gặp trục trặc turbine buộc nó phải giảm tốc độ, và ở lại phía sau các tàu khu trục để bảo vệ cho việc rút lui. Các tàu khu trục Hoa Kỳ đã đụng độ với đoàn tàu vận tải và các tàu hộ tống chúng trong đêm 23-24 tháng 1; cho dù bị áp đảo về lực lượng, chúng rút lui khỏi trận chiến chỉ với những hư hại nhẹ cho John D. Ford. Đối phương chịu tổn thất do đợt tấn công bằng ngư lôi được các tàu khu trục tung ra, khi chúng đi lại giữa đội hình các tàu vận tải.
Vào ngày 5 tháng 2, Paul Jones gặp gỡ chiếc Tidore ngoài khơi đảo Sumbawa để hộ tống nó đi đến Timor. Không lâu sau khi gặp gỡ, chúng bị ba đợt máy bay ném bom Nhật Bản riêng biệt tấn công. Chiếc tàu khu trục né tránh thành công khoảng 20 quả bom, nhưng Tidore bị mắc cạn và xem như tổn thất toàn bộ. Mười lăm thành viên thủy thủ đoàn được vớt từ một bè cứu sinh, năm người từ xác tàu đang chìm, cùng sáu người khác tập trung trên bãi biển. Paul Jones sau đó tiếp tục đi đến Java.
Bộ chỉ huy Mỹ-Anh-Hà Lan-Australia (ABDA) tung ra các cuộc càn quét vào ngày 24 tháng 2 để truy tìm các lực lượng tàu nổi đối phương vốn có thể tìm cách đổ bộ lên khu vực Java, và nỗ lực bằng mọi cách để ngăn chặn cuộc tiến quân của Nhật Bản. Họ đụng độ một lực lượng hộ tống Nhật Bản vào xế trưa ngày 27 tháng 2, và phía Đồng Minh đã nổ sung, khởi đầu cho Trận chiến biển Java. Đến 18 giờ 21 phút, Paul Jones tiêu phí toàn bộ số ngư lôi của nó; bị thiếu hụt nhiên liệu trầm trọng, nó rút lui về Surabaya. Sáng hôm sau, Paul Jones cùng ba tàu khu trục Mỹ khác thoát khỏi sự bao vây của lực lượng Nhật Bản đang khép chặt mọi hướng chung quanh Java, bằng cách bám sát bờ biển và thả các màn khói ngụy trang đang khi rút lui với tốc độ nhanh khi bị phát hiện tại eo biển Bali. Paul Jones và John D. Ford sau đó hộ tống cho chiếc Black Hawk đi Fremantle, Australia, đến nơi vào ngày 4 tháng 3.
Sau khi được sửa chữa tại Fremantle và Melbourne, Paul Jones lên đường vào ngày 12 tháng 5 để đi San Francisco. Nó đi đến San Francisco vào ngày 29 tháng 6, và được phân nhiệm vụ hộ tống các đoàn tàu vận tải đi lại giữa California và Trân Châu Cảng, vốn tiếp tục cho đến cuối tháng 3 năm 1943. Lên đường cùng với Parrott và Barker, nó rời San Francisco vào ngày 30 tháng 3, băng qua kênh đào Panama vào ngày 6 tháng 5 để đi New York, nơi từ ngày 28 tháng 5, nó lại đảm nhiệm việc hộ tống vận tải đi lại giữa Hoa Kỳ và các cảng Bắc Phi.
Nhiệm vụ hộ tống vận tải kéo dài cho đến tháng 4 năm 1944, khi Paul Jones được điều động tạm thời làm nhiệm vụ tuần tra chống tàu ngầm tại vùng biển ngoài khơi vịnh Chesapeake. Sau đó nó thực hiện nhiều chuyến vận tải đến các cảng Anh Quốc, và đến ngày 9 tháng 11 được phân vai trò tàu huấn luyện cho các tàu ngầm mới đưa vào hoạt động tại Balboa, Panama. Nhiệm vụ này kết thúc vào ngày 6 tháng 4 năm 1945, khi nó lên đường quay về New York; và tiếp theo được điều về một đội đặc nhiệm bao gồm tàu chở dầu và tàu khu trục, để phục vụ tiếp nhiên liệu cho các đoàn tàu vận tải qua lại cả hai hướng giữa Horta, Azores và Casablanca, Maroc.
Paul Jones thả neo tại Norfolk, Virginia vào ngày 11 tháng 6. Nó được xếp lại lớp như một tàu phụ trợ với ký hiệu lườn AG–120 vào ngày 30 tháng 6 năm 1945, và được phân vai trò tàu hộ tống và canh phòng máy bay cho tàu sân bay Lake Champlain trong giai đoạn chạy thử máy huấn luyện. Nó đảm nhiệm vai trò này cho đến ngày 4 tháng 8, khi nó di chuyển độc lập từ vịnh Guantánamo, Cuba quay trở về Norfolk để chuẩn bị ngừng hoạt động. Đến tháng 10, con tàu được tháo dỡ thiết bị và bàn giao cho Tư lệnh Quân khu Hải quân 5. Nó xuất biên chế vào ngày 5 tháng 11 năm 1945, rút khỏi danh sách Đăng bạ Hải quân vào ngày 28 tháng 11 năm 1945, và đến ngày 5 tháng 10 năm 1947 được bán cho hãng Northern Metal Company tại Norfolk để tháo dỡ. Việc tháo dỡ được tiến hành vào tháng 4 năm 1948.

## Phần thưởng
Paul Jones được tặng thưởng hai Ngôi sao Chiến trận do thành tích phục vụ trong Chiến tranh Thế giới thứ hai.